# Шуйский, Фёдор Юрьевич
Князь Фёдор Ю́рьевич Шу́йский (умер после 1496 года) — воевода и наместник во времена правления Василия II Васильевича Тёмного и Ивана III Васильевича.
Из княжеского рода Шуйских. Князь Шуйский и Суздальский в 1446—1447 годах. Владел Суздалем вместе со своим братом Василием (ум. 1448 году). Младший сын родоначальника, удельного князя Юрия Васильевича.

## Биография

### Служба Василию II Тёмному
В 1445/46 годах пожаловал вместе с братом князем Василием Юрьевичем земли и деревни Спасо-Евфимьеву монастырю в Суздале.
Во время борьбы Василия Тёмного с Дмитрием Шемякой князь Фёдор Юрьевич с братом Василием принял сторону последнего. Между ними и князем Дмитрием Шемякой был заключен договор, по которому князь Василий Юрьевич признавался равным братом Шемяке, а князь Фёдор Юрьевич — младшим братом, с обещанием, добыв великое княжение, Шемяка отдаёт братьям их вотчину: Суздаль, Нижний Новгород, Городец (фактически восстанавливает независимость Суздальско-Нижегородского княжества) и вдобавок обещал пожаловать ещё Вятку, с правом прямых отношений с Большой Ордой и аннулированием без выкупа всех пожалований, данных московским великим князем на эти земли. В итоге так и произошло, но Дмитрий Шемяка продержался на великом княжении в Москве недолго, только февраль 1446—1447 годов, и все вернулось к прежнему с приходом вновь к власти Василия Тёмного.

### Служба Ивану III
После смерти Василия Тёмного князь Фёдор Юрьевич перешёл на службу к Ивану III Васильевичу. У которого ему удалось получить расположение.
С 08 июля по 31 августа 1463 года князь Фёдор Юрьевич был воеводой посланным на помощь псковичам для обороны от ливонцев. Прибыв в город встал на подворье в Завеличье, а псковские власти произвели мобилизацию горожан. 18 июля Нейгаузен был подвергнут артиллерийскому обстрелу (это первый зафиксированный в летописях применения русскими войсками артиллерии в наступательных действиях). Четырёхдневная осада не принесла успеха, большая псковская пушка треснула при выстреле и князь Фёдор Юрьевич дал команду к отходу. Судовая рать во главе с посадником Дорофеем Олферьевичем, узнав об отступлении от Нейгаузена, тоже прервала свой поход. Немцы нанесли ответный удар в район Гдова, и жители города обратились за помощью к псковичам. Новый поход не состоялся: начались переговоры о сохранении 9-летнего перемирия Пскова с Дерптским епископством. Они проходили в Пскове с участием князя Фёдора Юрьевича. Договор 1463 года впервые обеспечивал интересы русской купеческой колонии и её церквей в Дерпте и поступление особой «юрьевской дани» в Москву. Эти статьи договора подчеркивали стремление московского правительства защищать интересы русских людей, проживавших за границей. Псковичи 01 сентября устроили торжественные проводы князя Фёдора Юрьевича, благодаря которому был восстановлен и сохранен мир между Псковом и орденом.
Благодаря победе и подписанию договора он приобрёл популярность среди псковичей. По просьбам горожан князь Фёдор Юрьевич назначен наместником Пскова и 29 апреля 1467 года торжественно въехал в Псков для княжения вместе со своим сыном. В этом же году заложил церковь Воскресения на Полонище. Осенью 1468 года строил крепостные ворота на Запсковье. В этом же году строил церковь в монастыре Пантелеймона на Красном дворе и принял участие в делении пригородов по концам Пскова. В 1469 году проводил реконструкцию Великих ворот Крома (псковской крепости).
В 1470-1471 годах первый воевода и наместник в Пскове. Значительно расширил административные функции наместника, когда вместо контроля и суда в 7 пригородках он получил от посадников право держать своих наместников и судить в 12 городках, где занимался усовершенствованиями: в Гдове, Кобыльем городке, Изборске, Острове, Котельне, Вреве, Вышгородоке, Дубкове, Выборе, Опочке и других. Занимался урегулированием пограничных вопросов с поляками и литовцами. В сентябре 1470 года вместе с сыном ездил в составе псковской делегации на съезд с королевскими послами на псковскую границу в Березничи.
В 1471 году государь указал ему идти самому или послать своего сына, князя Василия Фёдоровича, с псковским войском против бунтующих новгородцев. Во главе войска был князь Фёдор Юрьевич и все посадники.
В 1472 году поссорился с псковичами (предположительно, причиной был спор из-за дележа добычи, захваченной псковичами в битве при Шелони; так как Федор Юрьевич не участвовал в битве сам, псковичи не поделились с ним трофеями), 19 февраля сложил с себя на вече крестное целование и покинул город.
В 1495-1496 годах воевода полка войск правой руки в походе на Северу.

## Семья
От брака с неизвестной имел детей:
- Князь Шуйский Василий Фёдорович — воевода.

## Критика
В «Российской родословной книге» П. В. Долгорукова и поколенной росписи поданной в 1682 году в Палату родословных дел у отца князя Юрия Васильевича показаны только два сына, князья: Василий и Фёдор Юрьевичи.
В родословной книге М. Г. Спиридова и в «Истории родов русского дворянства» П. Н. Петрова показан ещё третий, бездетный сын и брат — князь Иван Юрьевич.